# Financiamento climático em Cabo Verde

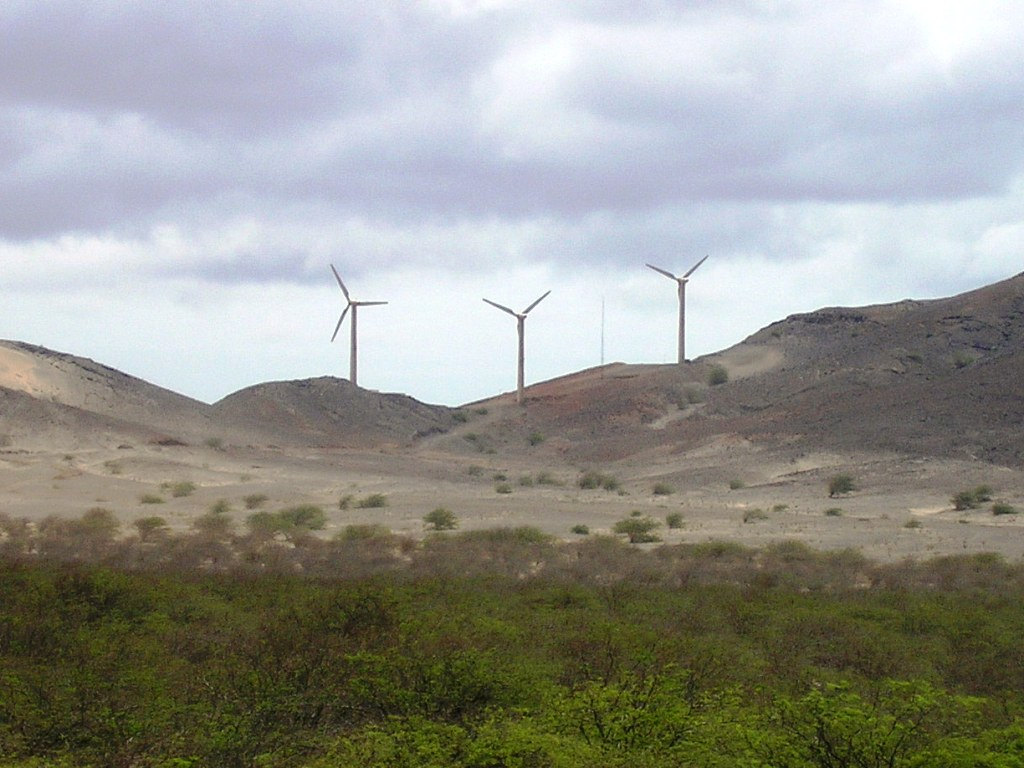
Aerogeradores em São Vicente.

O financiamento climático em Cabo Verde consiste em um conjunto articulado de instrumentos e parcerias que visam mitigar os efeitos das mudanças do clima e fortalecer a resiliência socioeconômica do país. 
Geograficamente, quase sete em cada dez cabo-verdianos vivem em zonas costeiras baixas, onde processos de erosão, inundações súbitas e intrusão salina comprometem aquíferos e infraestrutura essencial. As projeções climáticas nacionais apontam para um aumento do nível médio do mar entre 0,13 m e 0,56 m até 2090, o que coloca em risco portos, áreas turísticas e terrenos agrícolas costeiros.
No plano socioeconômico, o turismo representa cerca de 25% do PIB e os riscos climáticos já se refletem em potenciais perdas de receita e emprego, especialmente caso não sejam adotadas medidas robustas de adaptação.
Para enfrentar esses desafios, o quadro institucional foi reforçado com a criação do Secretariado Nacional para Ação Climática (SNAC) no Ministério da Agricultura e Ambiente, e de mecanismos orçamentários e preventivos, como o Fundo Nacional de Emergência e a opção de catástrofe diferida (Cat-DDO) do Banco Mundial, coordenados pela Direção Nacional do Planeamento no Ministério das Finanças.

## Contexto climático e vulnerabilidades
Cabo Verde possui clima semiárido, com chuvas concentradas entre julho e outubro e precipitação média anual muito baixa, aumentando o risco de secas severas e frequentes. Cerca de 80% do território já é classificado em alto risco de seca, e a tendência é de redução contínua das precipitações, intensificando a escassez hídrica. As secas comprometem a agricultura de subsistência, reduzindo colheitas e aumentando a dependência de importações de alimentos.
Além disso, a geografia insular de Cabo Verde coloca quase 70% da população em zonas costeiras baixas, sujeitas a erosão, inundação e intrusão salina nos aquíferos. Projeções indicam que, nas próximas décadas, o nível do mar pode subir até 1m, submergindo áreas litorâneas, afetando portos, infraestrutura turística e zonas agrícolas costeiras.

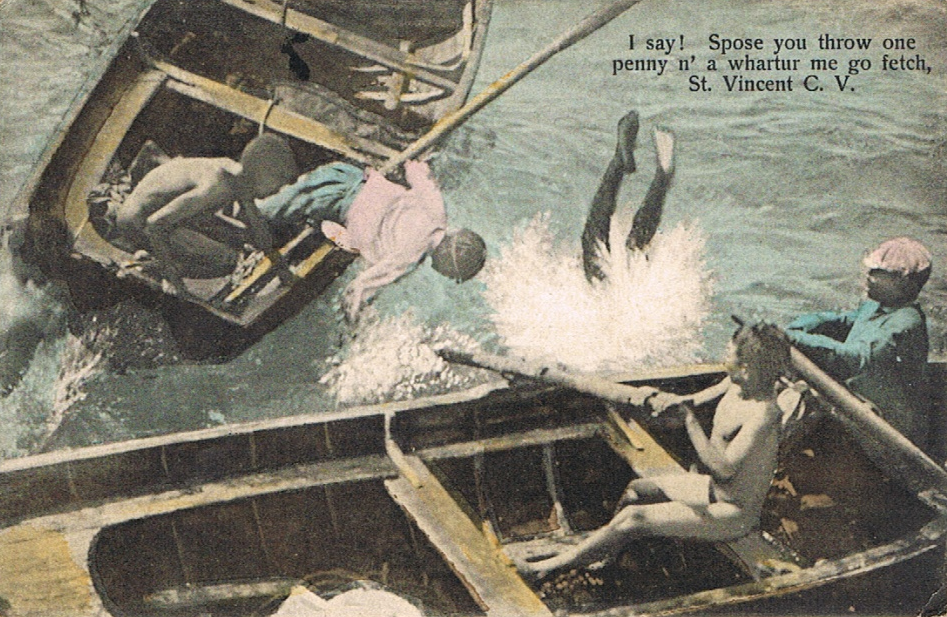
Cartão-postal de c.1909, Ilha de São Vicente.

### Aspectos socioeconômicos
O turismo responde por cerca de 25% do PIB e empregos formais em Cabo Verde.Estudos do Banco Mundial apontam que, sem ação climática, as receitas do setor podem cair em 10% até 2050, devido à degradação costeira e ao aumento de eventos extremos, diminuindo o PIB do país em 3,6%.
Cerca de 95% das terras aráveis do país são de agricultura de sequeiro, sem acesso a irrigação adequada. A variabilidade da chuva compromete safras e eleva a importação de alimentos, que hoje responde por 80% do consumo interno.
O Relatório de Avaliação do PIMA (Public Investment Management Assessment) do FMI destaca que a limitada capacidade institucional e orçamentária reduz a eficiência dos investimentos em infraestrutura resiliente, como sistemas de drenagem urbana, reservatórios e reforço de diques costeiros. Além disso, o índice ND-GAIN classifica Cabo Verde na 90ª posição de vulnerabilidade e 78ª de prontidão, indicando que, embora haja algum preparo, desafios logísticos e financeiros persistem.

## Financiamento público
O Ministério da Agricultura e Ambiente é o órgão central que coordena as políticas e ações climáticas no país. Ele abriga o Secretariado Nacional para Ação Climática (SNAC), instituído pelo Decreto-Lei n.º 13/2023, que atua como ponto focal junto à Convenção-quadro das Nações Unidas sobre Mudanças Climáticas (UNFCCC) e ao IPCC, e é responsável por assessorar tecnicamente a formulação de propostas de financiamento para projetos de mitigação e adaptação climática.
No Ministério das Finanças, a Direção Nacional do Planeamento (DNP) lidera a mobilização de recursos para compromissos climáticos internacionais de Cabo Verde, articulando dotações orçamentárias e linhas de crédito preventivas para resposta a desastres naturais. Além disso, o ministério também mobiliza, por meio de instrumentos como o Fundo Nacional de Emergência e a Catastrophe Deferred Drawdown Option (Cat-DDO) do Banco Mundial, recursos pré-alocados para assegurar liquidez imediata em resposta a desastres naturais e choques climáticos.
São ainda cruciais o Conselho Nacional do Ambiente e Ação Climática e o Conselho Interministerial para Ação Climática (CIAC), criados para avaliar e pré-selecionar projetos climáticos, bem como o Comitê de Coordenação Interministerial para Fundos Climáticos, que define e prioriza programas setoriais alinhados às Contribuições Nacionalmente Determinadas (NDCs) e ao Plano Nacional de Adaptação.

## Financiamento privado
A empresa Águas de Ponta Preta (APP) realizou em agosto de 2023 a primeira emissão de títulos verdes em Cabo Verde, angariando 500 mil contos para construir uma central solar de 5 MW em Salamansa, São Vicente.
A Bolsa de Valores de Cabo Verde (BVC) funciona como instituição privada essencial, promovendo a plataforma Blu-X para subscrição de obrigações destinadas a projetos do setor azul e sustentável, mobilizando capital de investidores institucionais e individuais. Entre 2021 e 2024, a Blu-X facilitou sete emissões sustentáveis, arrecadando um total de 40,63 milhões de euros e atraindo 182 investidores.

## Cooperação internacional e financiamento externo

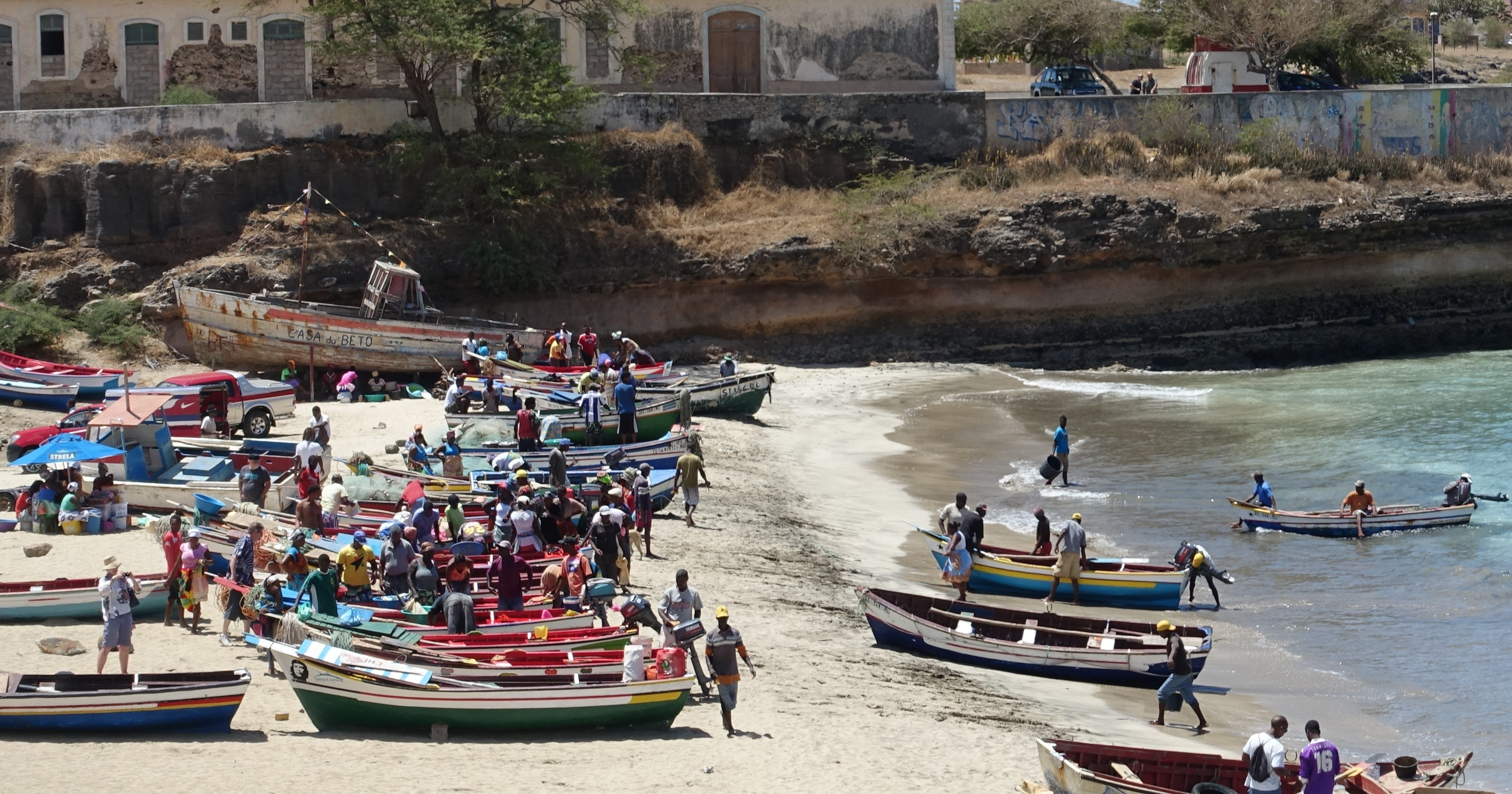
Pescadores em Tarrafal.

Cabo Verde tem reforçado sua capacidade de financiamento climático por meio de diversas parcerias internacionais e mecanismos externos. Nesse contexto, a União Europeia — por intermédio das iniciativas Global Gateway e Team Europe — comprometeu um total de 246 milhões de euros, dos quais 120 milhões serão destinados ao setor energético até 2029, com o objetivo de reduzir a dependência de combustíveis fósseis e acelerar a transição para fontes renováveis. Simultaneamente, Portugal converteu 140 milhões da dívida soberana cabo-verdiana em um Fundo Ambiental e Climático, liberando imediatamente 12 milhões para projetos de água, saneamento e energia verde.
Além disso, o Fundo Verde do Clima aprovou recursos de prontidão — aproximadamente 500 mil dólares — para fortalecer as capacidades institucionais de Cabo Verde no setor azul, preparando o país para acessar diretamente fundos futuros por meio de sua autoridade nacional. O Banco Mundial, por sua vez, aportou 25 milhões de dólares em um empréstimo de política de desenvolvimento, voltado a reformas estruturais e sustentabilidade fiscal, e mais 30 milhões foram investidos no projeto de turismo resiliente e na economia azul. Por fim, o Fundo Monetário Internacional autorizou desembolsos de 4,5 milhões de Direitos especiais de saque (cerca de 5,87 milhões de dólares) pela Facilidade de Crédito Ampliado e de 2,632 milhões de DES (aproximadamente 3,43 milhões de dólares) pela Facilidade de Resiliência e Sustentabilidade — totalizando cerca de 9,30 milhões para apoiar reformas climáticas e de resiliência em Cabo Verde.

## Principais setores beneficiados

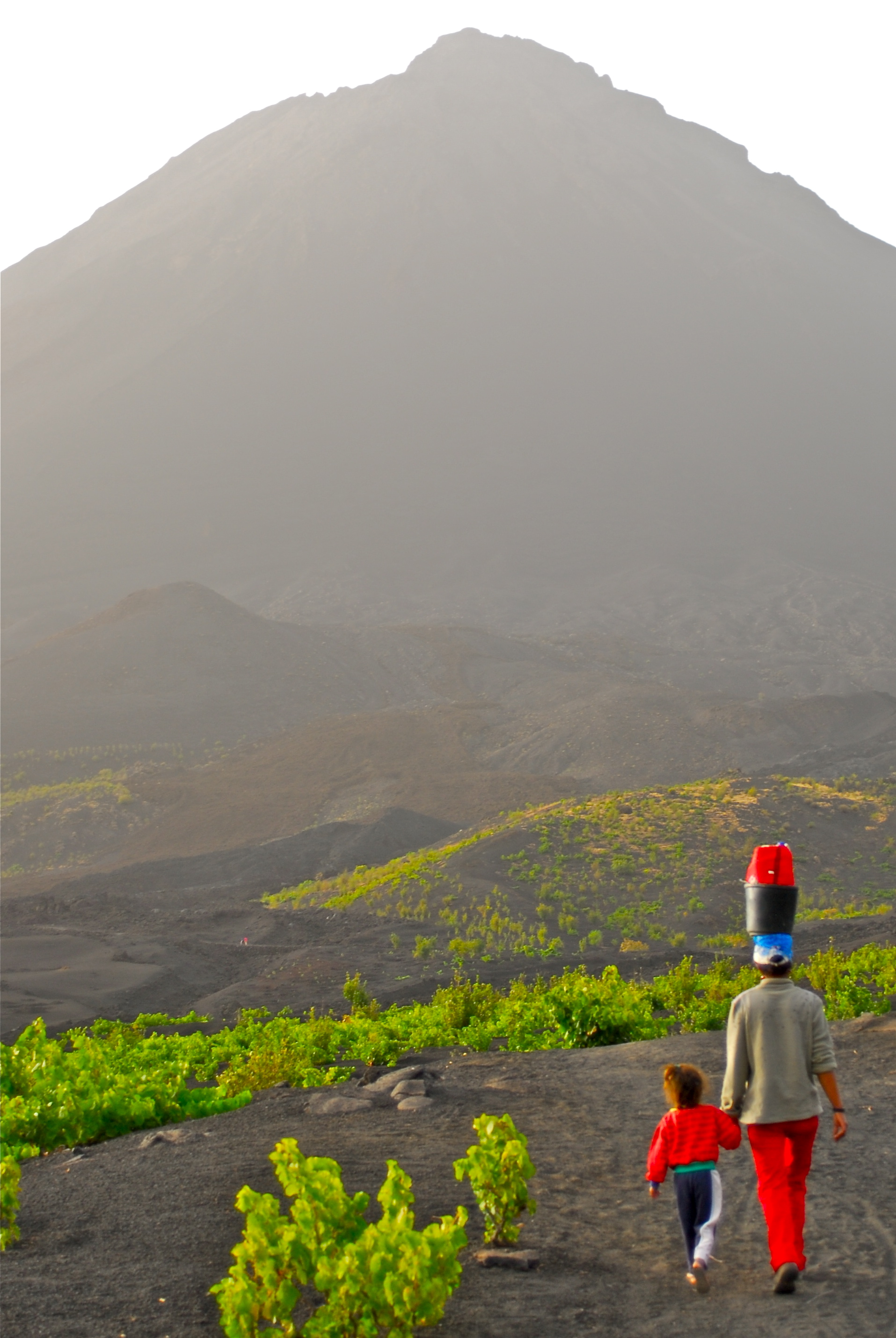
Plantação e Pico do Fogo em Chã das Caldeiras.

Cabo Verde tem investido de forma substancial na expansão das energias renováveis, com destaque para a ampliação do parque eólico Cabeólica, cujo projeto de duplicação de capacidade representará cerca de 30% da eletricidade consumida no país, reduzindo significativamente a dependência de geradores a diesel. Paralelamente, linhas de crédito com garantia estatal vêm sendo criadas para incentivar esquemas de microgeração distribuída, permitindo que residências e pequenas empresas produzam sua própria energia limpa.
Na área da conservação ambiental, a ONU disponibilizou cerca de 2,7 milhões de euros para reforçar a governança da biodiversidade em parques naturais de Santo Antão e Boa Vista, visando proteger espécies endêmicas e consolidar instrumentos de gestão sustentável dos recursos naturais.
O setor agrícola também se beneficia de iniciativas como o projeto CIRAWA, apoiado pela UE, que implementa práticas agroecológicas em Santo Antão para aumentar a produtividade e a resiliência dos sistemas agrícolas frente à variabilidade climática.
Finalmente, a mobilidade urbana e a infraestrutura verde avançam com um crédito de 40 milhões de dólares do Banco Mundial para o Projeto de Melhoria da Conectividade e Infraestrutura Urbana, que visa tornar o transporte público mais resiliente ao clima e requalificar vias urbanas em várias ilhas.

## Impactos e resultados
Cabo Verde já vê resultados concretos das suas iniciativas de financiamento climático, sobretudo na expansão de energias renováveis e na redução das emissões de gases de efeito estufa.
As quatro centrais eólicas da Cabeólica, operando desde 2015 nas ilhas de Santiago, Sal, São Vicente e Boa Vista, evitaram 47.261 toneladas de CO₂ em 2022 e acumulam uma redução de cerca de 559.864 toneladas desde o início das operações. Em setembro de 2024, a empresa Águas de Ponta Preta inaugurou em Sal o maior parque solar fotovoltaico de Cabo Verde, com 6 MWp de capacidade e produção estimada em 10,5 GWh/ano, elevando a inserção de renováveis para aproximadamente 40% e prometendo eletricidade a menos de 0,045 euros por kWh nos primeiros 15 anos.
Esses investimentos têm também gerado benefícios sociais e operacionais: a substituição de geradores a diesel por energia limpa reduziu custos de operação e aumentou a confiabilidade do sistema, diminuindo as interrupções de energia, além de criar emprego local nas fases de construção e manutenção dos parques eólicos e solares.

## Críticas e controvérsias
Cabo Verde tem sido alvo de críticas quanto à insuficiência dos recursos mobilizados para enfrentar os impactos climáticos. 
A ZERO – Associação Sistema Terrestre Sustentável considerou o pacote de 12 milhões de euros destinado à conversão de dívida com Portugal irrelevante diante das reais necessidades de adaptação do arquipélago, qualificando-o como pouco ambicioso e incapaz de suprir as vulnerabilidades do país insular. Na COP29, o Primeiro-Ministro Ulisses Correia e Silva afirmou que os compromissos atuais — muito aquém dos 116 bilhões de dólares anuais exigidos pelas nações em desenvolvimento — carecem de financiamentos acionáveis superiores aos níveis vigentes, clamando por aumentos substanciais.
A transparência e a participação da sociedade civil também têm sido questionadas. Em 2024, a Transparência Internacional posicionou Cabo Verde em 35.º lugar no Índice de Percepção de Corrupção, alertando para riscos de captura de recursos públicos e deficiências nos mecanismos de prestação de contas dos fundos climáticos.
Outro ponto de crítica, levantado pela Oxfam, é que grande parte do financiamento climático destinado ao país ocorre na forma de empréstimos, e não de doações, o que aumenta o endividamento nacional, sobretudo nos países mais vulneráveis.

## Perspectivas futuras
O Plano Estratégico de Desenvolvimento Sustentável (PEDS-II 2022–2026) estabelece metas claras de mobilização de recursos, buscando atrair até 5 bilhões de euros em investimentos públicos e privados para projetos de baixo carbono e resiliência, em alinhamento com a visão “Cabo Verde Ambição 2030” e os Objetivos de Desenvolvimento Sustentável. Concomitantemente, o Plano Nacional de Adaptação (NAP) preconiza a implementação de ações concertadas para minimizar os impactos climáticos nas áreas costeiras, agrícolas e urbanas, dispondo-se a fortalecer a captação de recursos por meio de mecanismos como títulos verdes e troca de dívida por clima.
Além disso, atualizações da Contribuição Nacionalmente Determinada (NDC) de Cabo Verde incorporam metas financeiras precisas para o período 2025–2030, incluindo a ampliação de instrumentos financeiros inovadores e a capacitação de entidades nacionais para acesso direto aos fundos multilaterais.
Apesar dessas perspectivas, institutos locais e analistas apontam desafios significativos. Economistas do governo e especialistas do setor ressaltam a carência de capacidade técnica para estruturar projetos complexos e a morosidade nos processos de credenciação junto a fundos internacionais, o que pode atrasar a liberação de recursos essenciais. Por outro lado, identificam-se oportunidades de fortalecimento de parcerias público-privadas e de atração de capital da diáspora cabo-verdiana, além do uso crescente de plataformas digitais para transparência e monitoramento, conforme recomendam estudos de think tanks africanos e europeus sobre clima.